# SMS V 144
V 144 – niemiecki niszczyciel z okresu I wojny światowej. Jedenasta jednostka typu V 125. Okręt wyposażony w trzy kotły parowe opalane ropą. Zapas paliwa 298 ton. Okrętu nie zdążono ukończyć przed zakończeniem wojny. 27 października 1921 roku niekompletny okręt sprzedano, a następnie pocięto na złom.